# Herb księstwa Mediolanu
Herb księstwa Mediolanu – herb księstwa z siedzibą w Mediolanie.
Na przestrzeni wieków wygląd herbu ulegał zmianom.
W okresie przedksiążęcym składał się z czerwonego krzyża na srebrnym polu. Za panowania rodu Visconti był herbem tej rodziny z falującym lazurowym wężem (Biscione) postawionym w słup na srebrnym polu, połykającym mężczyznę.
Książę Mediolanu Gian Galeazzo Visconti w 1397 otrzymał od króla Wacława IV Luksemburskiego herb z cesarskim, niemieckim orłem, który składał się z czterech pół; w pierwszym i czwartym: na złotym polu znajdował się czarny orzeł; drugie i trzecie przedstawiało falującego lazurowego węża (Biscione) postawionego w słup na srebrnym tle, połykającego mężczyznę. Za panowania rodu Sforza był herbem tej rodziny.

Herb domu Visconti
Herb Visconti / Sforza
Herb Sforza